# Oleksin Mały
Oleksin Mały (ukr. Малий Олексин, Małyj Ołeksyn) – wieś na Ukrainie, w obwodzie rówieńskim, w rejonie rówieńskim, w hromadzie Szpanów. W 2001 liczyła 798 mieszkańców.
W okresie międzywojennym wieś znajdowała się w granicach II RP, wchodząc w skład gminy Równe w powiecie rówieńskim, w województwie wołyńskim.